# Hüttendorf

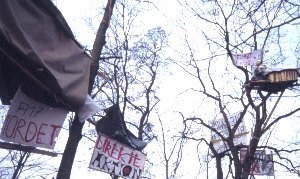
Das Hüttendorf gegen die A17 Dresden – Prag im Zschonergrund bei Dresden bestand von April 1997 bis 21. April 1999

Ein Hüttendorf bezeichnet eine Siedlung aus Hütten, d. h. in vereinfachter Bauweise, meist als Protestcamp.
Mit Hütten sind oft spontan zusammengezimmerte Bauten gemeint, die nicht den Standard eines solide gegründeten und festen Hauses erfüllen, und die eher provisorischen Unterschlupf oder Unterkunft bieten als Wohnraum nach heute üblichem Standard. Bezüglich ihres baulichen und genehmigungsrechtlichen Charakter entsprechen die als Protestcamps errichteten Hüttendörfer in der Regel informellen Siedlungen.

## Hüttendörfer als Orte politischen Widerstands und der Alternativkultur
Hüttendörfer, auch Zeltstädte oder -dörfer, werden häufig als ein Mittel des politischen Widerstandes errichtet, z. B. als Protest-Camps gegen die herrschende Flüchtlings-Politik oder gegen umstrittene Bauvorhaben. Vor allem die Atomkraftgegner der 1970er und 1980er Jahre bedienten sich dieses Mittels (z. B. in Wyhl am Kaiserstuhl oder beim Bau der Wiederaufarbeitungsanlage Wackersdorf), aber auch heute gibt es noch derartige Projekte. 
Dabei wird teilweise auch versucht alternatives Wohnen mit politischem Protest zu verbinden (vgl. Hausbesetzung). Sie sind damit auch Bauwagendörfern vergleichbar.

## Andere Siedlungen aus Hütten und vergleichbare Phänomene
Ansammlungen von notdürftig errichteten Hütten gibt es auch bei Elendsvierteln von Großstädten z. B. in Südamerika. Es handelt sich hierbei um informelle oder irreguläre Siedlungen. Statt von Hüttendörfern ist hier aber in der Regel von Slums oder Favelas die Rede.
Dagegen handelt es sich bei Containerdörfern (aus Wohn- oder Bürocontainern) und Barackensiedlungen zwar auch meist um vorübergehende und behelfsmäßige Anlagen, die aber oft eher von Seiten der öffentlichen Hand errichtet werden und daher baurechtliche Mindeststandards erfüllen müssen. 
Typologisch vergleichbar mit den Hüttendörfern sind Budenstädte, z. B. anlässlich von Weihnachtsmärkten. Auch sie bestehen aus hüttenartigen Objekten, den Buden, allerdings sind sie üblicherweise nicht spontan zusammengezimmert, sondern professionell hergestellt und oft auch mit wenigen Handgriffen montier- und demontierbar. Sie dienen dem Verkauf und sind in der Regel Teil von offiziell genehmigten Veranstaltungen bzw. Ensembles, somit keine informellen Siedlungen.

## Beispiele
- Republik Freies Wendland (1980)
- Proteste gegen den Bau der Startbahn West (1980–1981)
- Protest gegen neue Trasse der Bundesstraße 8 bei Königstein (1979–1981)
- Kubat-Dreieck 26. Mai bis 1. Juli 1988
- Anatopia (1991–1995)